# Severin Baciu
Severin Baciu (n. 4 iunie 1926, Ciprian Porumbescu, România – d. 2011, Băile Govora, Vâlcea, România) a fost un militar și deputat român în legislatura 1990-1992 ales pe listele FSN și în legislatura 1992-1996, ales în județul Vâlcea pe listele partidului PDSR. În legislatura 1990-1992, Severin Baciu a fost membru în grupurile parlamentare de prietenie cu Republica Federală Germania și Republica Italiană.